# Coppa Italia 2004-2005 (hockey su pista)
La Coppa Italia 2004-2005 è stata la 36ª edizione della principale coppa nazionale italiana di hockey su pista. La manifestazione è iniziata il 1º ottobre si è conclusa il 21 dicembre 2004.
Il trofeo è stato conquistato dal Follonica per la terza volta nella sua storia.

## Formula
Al torneo hanno preso parte tutte le 14 formazioni iscritte al massimo campionato e i due club retrocessi in serie A2 la stagione precedente per un totale di 16 squadre partecipanti. Le formazioni sono state divise in quattro gironi all'italiana di quattro squadre ciascuno. Ogni girone si è svolto con partite di sola andata in sede unica, sul campo di gioco della società miglior offerente.
La prima e la seconda classificata di ogni raggruppamento si è qualificata per i gironi di della seconda fase (due gruppi di quattro squadre ciascuno), che si sono svolti con la medesima formula. Tutti gli incontri delle prime due fasi sono stati disputati sulla durata di 40 minuti (anziché i canonici 50).
Le vincenti dei due gironi di seconda fase si sono affrontate nella finale, con partita di sola andata.

## Squadre partecipanti
| - Amatori Lodi - Bassano 54 - Detentore Coppa Italia 2003-2004 - Breganze - CGC Viareggio - Follonica - Forte dei Marmi - Marzotto Valdagno - Novara | - Prato Primavera - Finalista Coppa Italia 2003-2004 - Roller Novara - Roller Salerno - Rotellistica 93 - Salernitana - Seregno - Modena - Retrocesse in serie A2 2004-2005 - Trissino - Retrocesse in serie A2 2004-2005 |

## Risultati

### Prima fase

#### Girone A
Il girone A fu disputato a Novara dal 2 al 3 ottobre 2004.
| Squadra         | Pt | G | V | N | P | GF | GS | DG |
| --------------- | -- | - | - | - | - | -- | -- | -- |
| Bassano 54      | 9  | 3 | 3 | 0 | 0 | 10 | 2  | +8 |
| Roller Novara   | 6  | 3 | 2 | 0 | 1 | 12 | 9  | +3 |
| Rotellistica 93 | 1  | 3 | 0 | 1 | 2 | 4  | 8  | -4 |
| Forte dei Marmi | 1  | 3 | 0 | 1 | 2 | 4  | 11 | -7 |

| Novara 2 ottobre 2004 | Forte dei Marmi | 2 – 8 | Roller Novara | Palasport Dal Lago |

| Novara 2 ottobre 2004 | Rotellistica 93 | 1 – 3 | Bassano 54 | Palasport Dal Lago |

| Novara 2 ottobre 2004 | Roller Novara | 4 – 2 | Rotellistica 93 | Palasport Dal Lago |

| Novara 2 ottobre 2004 | Bassano 54 | 2 – 1 | Forte dei Marmi | Palasport Dal Lago |

| Novara 3 ottobre 2004 | Roller Novara | 0 – 5 | Bassano 54 | Palasport Dal Lago |

| Novara 3 ottobre 2004 | Rotellistica 93 | 1 – 1 | Forte dei Marmi | Palasport Dal Lago |

#### Girone B
Il girone B fu disputato a Viareggio dal 2 al 3 ottobre 2004.
| Squadra         | Pt | G | V | N | P | GF | GS | DG  |
| --------------- | -- | - | - | - | - | -- | -- | --- |
| Prato Primavera | 9  | 3 | 3 | 0 | 0 | 8  | 2  | +6  |
| CGC Viareggio   | 6  | 3 | 2 | 0 | 1 | 11 | 6  | +5  |
| Breganze        | 3  | 3 | 1 | 0 | 2 | 7  | 8  | -1  |
| Salernitana     | 0  | 3 | 0 | 0 | 3 | 2  | 12 | -10 |

| Viareggio 2 ottobre 2004, ore 16:10 CEST | Prato Primavera | 3 – 1 | Breganze | PalaBarsacchi |

| Viareggio 2 ottobre 2004, ore 17:15 CEST | Salernitana | 1 – 6 | CGC Viareggio | PalaBarsacchi |

| Viareggio 2 ottobre 2004, ore 20:45 CEST | Breganze | 4 – 1 | Salernitana | PalaBarsacchi |

| Viareggio 2 ottobre 2004, ore 22:00 CEST | CGC Viareggio | 1 – 3 | Prato Primavera | PalaBarsacchi |

| Viareggio 3 ottobre 2004, ore 10:00 CEST | Prato Primavera | 2 – 0 | Salernitana | PalaBarsacchi |

| Viareggio 3 ottobre 2004, ore 11:15 CEST | CGC Viareggio | 4 – 2 | Breganze | PalaBarsacchi |

#### Girone C
Il girone C fu disputato a Lodi dal 2 al 3 ottobre 2004.
| Squadra        | Pt | G | V | N | P | GF | GS | DG |
| -------------- | -- | - | - | - | - | -- | -- | -- |
| Roller Salerno | 7  | 3 | 2 | 1 | 0 | 5  | 3  | +2 |
| Amatori Lodi   | 7  | 3 | 2 | 1 | 0 | 7  | 5  | +2 |
| Seregno        | 4  | 3 | 1 | 1 | 1 | 3  | 3  | 0  |
| Trissino       | 1  | 3 | 0 | 1 | 2 | 4  | 8  | -4 |

| Lodi 2 ottobre 2004, ore 14:00 CEST | Roller Salerno | 0 – 1 | Seregno | PalaCastellotti |

| Lodi 2 ottobre 2004, ore 15:30 CEST | Amatori Lodi | 4 – 2 | Trissino | PalaCastellotti |

| Lodi 2 ottobre 2004, ore 19:30 CEST | Trissino | 1 – 3 | Roller Salerno | PalaCastellotti |

| Lodi 2 ottobre 2004, ore 21:00 CEST | Seregno | 1 – 2 | Amatori Lodi | PalaCastellotti |

| Lodi 3 ottobre 2004, ore 16:00 CEST | Roller Salerno | 1 – 1 | Trissino | PalaCastellotti |

| Lodi 3 ottobre 2004, ore 17:30 CEST | Amatori Lodi | 1 – 2 | Roller Salerno | PalaCastellotti |

#### Girone D
Il girone D fu disputato a Follonica dal 1º al 2 ottobre 2004.
| Squadra           | Pt | G | V | N | P | GF | GS | DG  |
| ----------------- | -- | - | - | - | - | -- | -- | --- |
| Follonica         | 9  | 3 | 3 | 0 | 0 | 26 | 7  | +19 |
| Novara            | 6  | 3 | 2 | 0 | 1 | 12 | 15 | -3  |
| Modena            | 3  | 3 | 1 | 0 | 2 | 5  | 13 | -8  |
| Marzotto Valdagno | 0  | 3 | 0 | 0 | 3 | 7  | 15 | -8  |

| Follonica 1º ottobre 2004, ore 20:00 CEST | Novara | 2 – 1 | Modena | Pista Armeni |

| Follonica 1º ottobre 2004, ore 21:00 CEST | Follonica | 6 – 2 | Marzotto Valdagno | Pista Armeni |

| Follonica 2 ottobre 2004, ore 14:00 CEST | Modena | 1 – 9 | Follonica | Pista Armeni |

| Follonica 2 ottobre 2004, ore 15:00 CEST | Novara | 6 – 3 | Marzotto Valdagno | Pista Armeni |

| Follonica 2 ottobre 2004, ore 20:00 CEST | Marzotto Valdagno | 2 – 3 | Modena | Pista Armeni |

| Follonica 2 ottobre 2004, ore 21:30 CEST | Follonica | 11 – 4 | Novara | Pista Armeni |

### Seconda fase

#### Girone A
Il girone A fu disputato a Bassano del Grappa dal 9 al 10 ottobre 2004.
| Squadra        | Pt | G | V | N | P | GF | GS | DG  |
| -------------- | -- | - | - | - | - | -- | -- | --- |
| Bassano 54     | 9  | 3 | 3 | 0 | 0 | 18 | 7  | +11 |
| CGC Viareggio  | 6  | 3 | 2 | 0 | 1 | 10 | 12 | -2  |
| Novara         | 3  | 3 | 1 | 0 | 2 | 8  | 7  | +1  |
| Roller Salerno | 0  | 3 | 0 | 0 | 3 | 4  | 14 | -10 |

| Bassano del Grappa 9 ottobre 2004, ore 15:00 CEST | CGC Viareggio | 3 – 7 | Bassano 54 | PalaSind |

| Bassano del Grappa 9 ottobre 2004, ore 16:30 CEST | Novara | 3 – 0 | Roller Salerno | PalaSind |

| Bassano del Grappa 9 ottobre 2004, ore 20:30 CEST | Roller Salerno | 2 – 3 | CGC Viareggio | PalaSind |

| Bassano del Grappa 9 ottobre 2004, ore 22:00 CEST | Bassano 54 | 3 – 2 | Novara | PalaSind |

| Bassano del Grappa 10 ottobre 2004, ore 9:30 CEST | CGC Viareggio | 4 – 3 | Novara | PalaSind |

| Bassano del Grappa 10 ottobre 2004, ore 10:45 CEST | Bassano 54 | 8 – 2 | Roller Salerno | PalaSind |

#### Girone B
Il girone B fu disputato a Lodi dall'8 al 9 ottobre 2004.
| Squadra         | Pt | G | V | N | P | GF | GS | DG  |
| --------------- | -- | - | - | - | - | -- | -- | --- |
| Follonica       | 7  | 3 | 2 | 1 | 0 | 20 | 9  | +11 |
| Prato Primavera | 5  | 3 | 1 | 2 | 0 | 13 | 9  | +4  |
| Roller Novara   | 3  | 3 | 1 | 0 | 2 | 8  | 16 | -8  |
| Amatori Lodi    | 1  | 3 | 0 | 1 | 2 | 9  | 16 | -7  |

| Lodi 8 ottobre 2004, ore 20:00 CEST | Prato Primavera | 6 – 2 | Roller Novara | PalaCastellotti |

| Lodi 8 ottobre 2004, ore 21:30 CEST | Amatori Lodi | 3 – 9 | Follonica | PalaCastellotti |

| Lodi 9 ottobre 2004, ore 14:00 CEST | Roller Novara | 2 – 7 | Follonica | PalaCastellotti |

| Lodi 9 ottobre 2004, ore 15:30 CEST | Prato Primavera | 3 – 3 | Amatori Lodi | PalaCastellotti |

| Lodi 9 ottobre 2004, ore 20:30 CEST | Follonica | 4 – 4 | Prato Primavera | PalaCastellotti |

| Lodi 9 ottobre 2004, ore 21:45 CEST | Amatori Lodi | 3 – 4 | Roller Novara | PalaCastellotti |

### Finale
| Follonica 21 dicembre 2004                                                                  | Follonica | 2 – 1              | Bassano 54 | Pista Armeni |
| \| \| \| \| \| Ale. Michielon ?'??" E. Mariotti ?'??" \| Marcatori \| ?'??" P. Bresciani \| |           |                    |            |              |
|                                                                                             |           |                    |            |              |
| Ale. Michielon ?'??" E. Mariotti ?'??"                                                      | Marcatori | ?'??" P. Bresciani |            |              |